# RCD Cup 1965
La RCD Cup 1965 (1965 RCD Cup) fu la prima edizione della RCD Cup, competizione calcistica per nazionali riservata alle nazioni aderenti al patto di cooperazione regionale (Regional Cooperation for Development): Iran, Pakistan e Turchia. La competizione si svolse in Iran dal 21 luglio al 26 luglio 1965 (con ripetizione della finale che si svolse il 16 marzo 1966).

## Formula
- Qualificazioni

Nessuna fase di qualificazione. Le squadre sono qualificate direttamente alla fase finale.
- Fase finale

Girone unico - 3 squadre, giocano partite di sola andata. La vincente si laurea campione della RCD Cup.

## Stadi
| Teheran          | Teheran |
| ---------------- | ------- |
| Stadio Amjadieh  | Teheran |
| Capienza: 30.000 | Teheran |
|                  | Teheran |

## Squadre partecipanti
| Pr. | Squadra  | Data di qualificazione certa | Partecipante in quanto | Partecipazioni precedenti al torneo | Ultima presenza |
| --- | -------- | ---------------------------- | ---------------------- | ----------------------------------- | --------------- |
| 1   | Iran     | -                            | Qualificata di diritto | -                                   | Esordiente      |
| 2   | Pakistan | -                            | Qualificata di diritto | -                                   | Esordiente      |
| 3   | Turchia  | -                            | Qualificata di diritto | -                                   | Esordiente      |

Nella sezione "partecipazioni precedenti al torneo", le date in grassetto indicano che la nazione ha vinto quella edizione del torneo, mentre le date in corsivo indicano la nazione ospitante.

## Fase finale

### Girone unico

#### Classifica
| Pos | Squadra  | P.ti | G | V | N | P | GF | GS | DR |
| --- | -------- | ---- | - | - | - | - | -- | -- | -- |
| 1   | Iran     | 3    | 2 | 1 | 1 | 0 | 4  | 1  | +3 |
| 2   | Turchia  | 3    | 2 | 1 | 1 | 0 | 3  | 1  | +2 |
| 3   | Pakistan | 0    | 2 | 0 | 0 | 2 | 2  | 7  | -5 |

#### Risultati
| Teheran 21 luglio 1965 | Pakistan | 1 – 3 | Turchia | Stadio Amjadieh\| Arbitro: \| Sadri \| |
| Arbitro:               | Sadri    |       |         |                                        |

| Teheran 23 luglio 1965 | Iran | 4 – 1 | Pakistan | Stadio Amjadieh (27000 spett.)\| Arbitro: \| Paru \| |
| Arbitro:               | Paru |       |          |                                                      |

| Teheran 25 luglio 1965 | Iran    | – | Turchia | Stadio Amjadieh (30000 spett.)\| Arbitro: \| Rahmani \| |
| Arbitro:               | Rahmani |   |         |                                                         |

Partita abbandonata all'85° per avaria all'impianto di illuminazione.

#### Ripetizione
| Teheran 16 marzo 1966 | Iran      | 0 – 0 | Turchia | Stadio Amjadieh (27000 spett.)\| Arbitro: \| De Marchi \| |
| Arbitro:              | De Marchi |       |         |                                                           |